# Cheilea equestris
Cheilea equestris là động vật thân mềm chân bụng sống ở biển trong họ Hipponicidae, the hoof snails.